# 3. Garde-Ulanen-Regiment

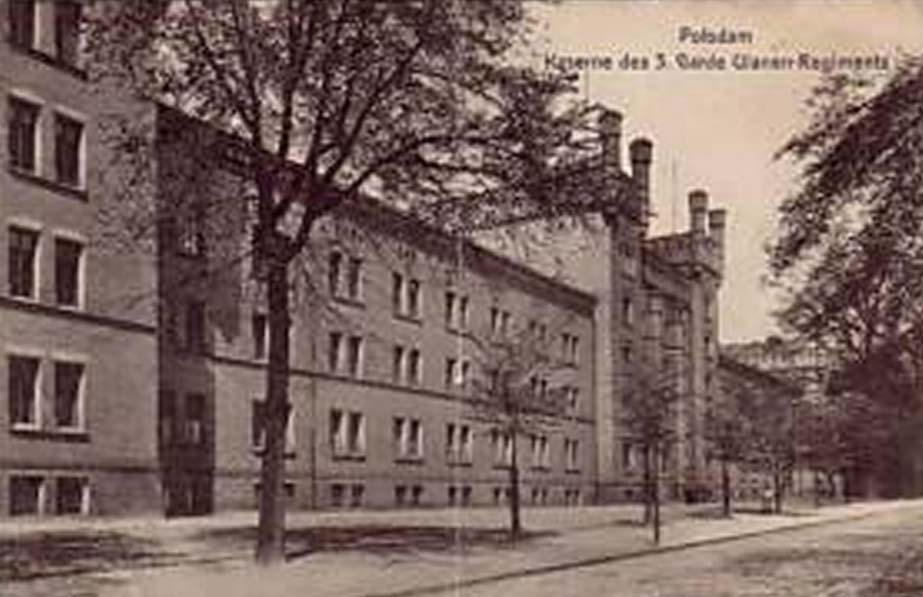
Die Kaserne des Regiments in Potsdam

Das 3. Garde-Ulanen-Regiment war eine Kavallerieregiment der Preußischen Armee.

## Geschichte
Das Regiment wurde am 7. Mai 1860 aus Abgaben der Verbände der Gardes du Corps, der Garde-Kürassiere und des 1. Garde-Ulanen-Regiments (Stärke vier Eskadronen) gebildet und in Potsdam stationiert. Bis zum 4. Juli 1860 führte es den Namen kombiniertes Garde-Ulanen-Regiment und erhielt anschließend seine endgültige Bezeichnung als 3. Garde-Ulanen-Regiment.
Im September 1866 wurde das Regiment, aufgrund von Spannungen mit Österreich-Ungarn, um eine weitere Eskadron aufgestockt. Zuletzt wurde das Regiment im April 1867 mit einer weiteren Eskadron verstärkt.
Zusammen mit dem 1. Garde-Ulanen-Regiment bildete es bis zum Ausbruch des Ersten Weltkriegs die 2. Garde-Kavallerie-Brigade.

### Deutscher Krieg
Im Krieg gegen Österreich kämpften die Ulanen zunächst mit Teilen der 3. und 4. Eskadron am 26. Juni 1866 bei Braunau. Es kam in dem Erkundungsgefecht bei Czerwena-Hora, dem Gefecht bei Soor und der Schlacht bei Königgrätz zum Einsatz.

### Deutsch-Französischer Krieg
Während des Deutsch-Französischen Kriegs fiel der Kavallerie eine bedeutendere Rolle zu. Daher war das Regiment an mehreren Gefechten und Schlachten beteiligt. Es kam 1870/71 bei Buzancy, Bar und bei Carignan zum Einsatz, kämpfte in der Schlacht bei Sedan und machte die Beschießung von Montmédy mit. Die Ulanen waren außerdem bei Pierrefitte, Stains, L'Isle-Adam,  sowie bei der Einschließung und Belagerung von Paris. Sie hatten dann Quartier in Gisors und führten von dort die Unternehmungen bei Foret-la-Folie und  Vernon aus.

### Erster Weltkrieg
Im Ersten Weltkrieg 1914/18 war das Regiment der Garde-Kavallerie-Division und der Ostsee-Division unterstellt.

### Verbleib
Nach Ende des Krieges wurde das Regiment 1919 demobilisiert und anschließend aufgelöst. Die Tradition übernahm in der Reichswehr durch Erlass des Chefs der Heeresleitung General der Infanterie Hans von Seeckt vom 24. August 1921 die Ausbildungs-Eskadron des 4. (Preußisches) Reiter-Regiments in Potsdam.

## Uniform

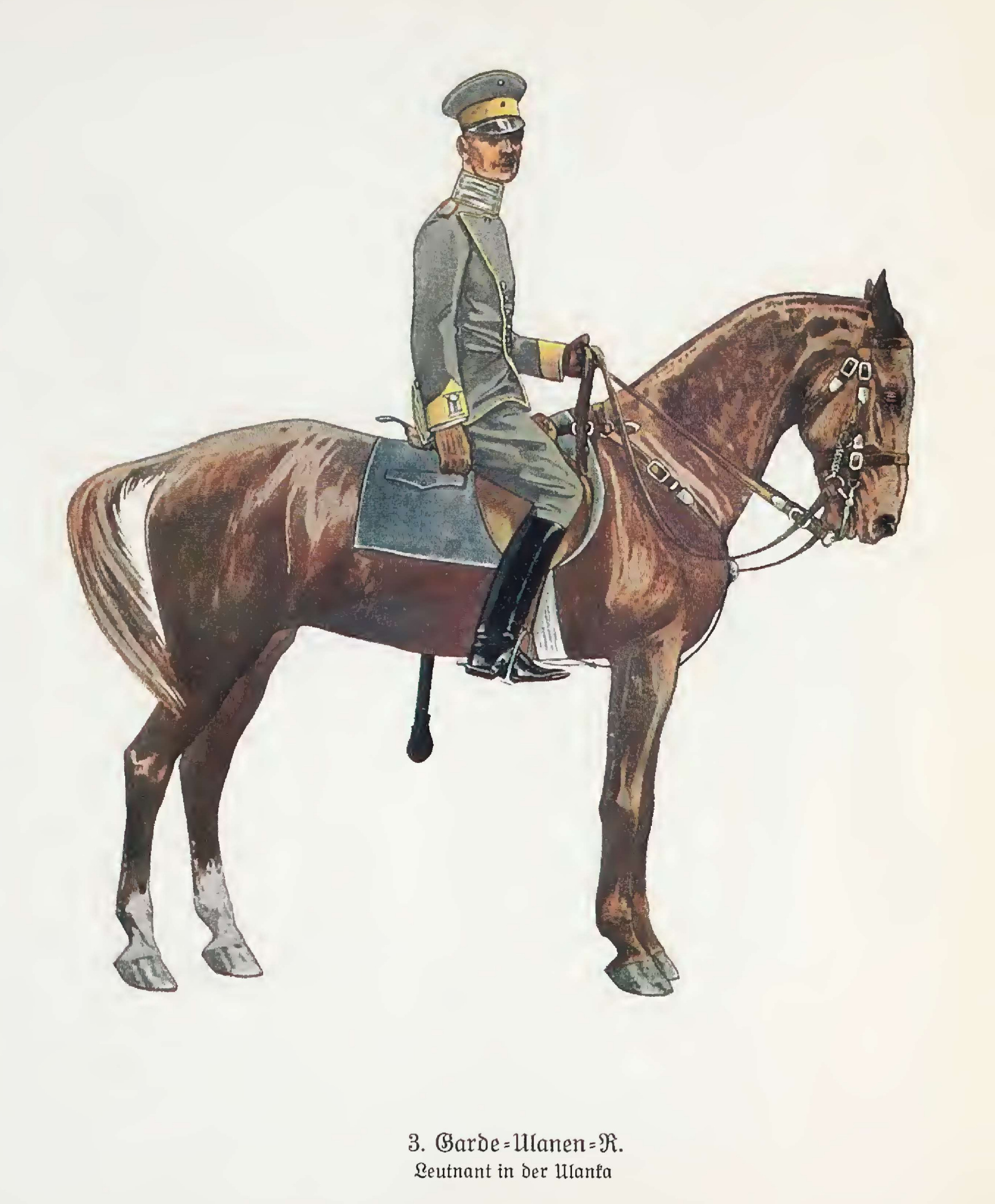
Leutnant des Regiments in feldgrauer Ulanka (1915)

Um ca. 1900 bestand die Uniform des Regimentes aus einem zitronengelben Kragen, Paraderabatten, Aufschlägen, Vorstößen, weißen Litzen und Knöpfen. Die Epauletten waren am Halter und am Feld zitronengelb. Das Tschapka-Emblem war ein silberner Garde-Adler mit Stern.

## Kommandeure
| Dienstgrad                  | Name                                       | Datum                                   |
| --------------------------- | ------------------------------------------ | --------------------------------------- |
| Major/Oberstleutnant/Oberst | Richard von Mirus                          | 12. Mai 1860 bis 29. Oktober 1866       |
| Oberstleutnant/Oberst       | Friedrich Wilhelm zu Hohenlohe-Ingelfingen | 30. Oktober 1866 bis 22. Mai 1871       |
| Oberstleutnant/Oberst       | Hermann von Schenck                        | 24. Juni 1871 bis 15. Juni 1875         |
|                             | Theodor von Schlieffen                     | 15. Juni 1875 bis 21. März 1882         |
|                             | Adolf von Bülow                            | 22. März 1882 bis 13. Februar 1885      |
|                             | Viktor von Kleist                          | 14. Februar 1885 bis 22. Dezember 1889  |
|                             | Kurt Nikisch von Rosenegk                  | 23. Dezember 1889 bis 15. Februar 1892  |
|                             | Victor von Hennigs                         | 16. Februar 1892 bis 13. Mai 1894       |
|                             | Ernst von Natzmer                          | 14. Mai 1894 bis 14. Juni 1898          |
|                             | Hans von Dittmar                           | 15. Juni 1898 bis 13. September 1900    |
|                             | Georg von der Marwitz                      | 14. September 1900 bis 18. Oktober 1905 |
| Oberstleutnant/Oberst       | Friedrich von Mellenthin                   | 19. Oktober 1905 bis 21. März 1910      |
|                             | Carl von der Goltz                         | 22. März 1910 bis 30. September 1913    |
| Major/Oberstleutnant        | Hans von Tschirschky und Bögendorff        | 01. Oktober 1913 bis März 1918          |